# Helius (Helius) lobuliferus
Helius (Helius) lobuliferus is een tweevleugelige uit de familie steltmuggen (Limoniidae). De soort komt voor in het Neotropisch gebied.